# Aníbal Sánchez
Aníbal Alejandro Sánchez (Maracay, Venezuela, 27 de febrero de 1984) es un beisbolista profesional venezolano que actualmente es agente libre.

## Carrera profesional

### Florida Marlins
Debutó en la MLB el 25 de junio de 2006 con el equipo Florida Marlins, ahora llamado Miami Marlins, anotándose un triunfo contra los New York Yankees en el Yankee Stadium, lanzando 5 2⁄3 entradas sin permitir carreras, con dos ponches, en el segundo juego de una doble cartelera pautada para ese día.
Esa misma temporada, Sánchez logró un fabuloso hito en su carrera al lanzar un no-hit no-run (juego sin hits ni carreras) el 6 de septiembre contra Arizona Diamondbacks, convirtiéndose así en el 256° lanzador en la historia de la MLB (y segundo venezolano desde que Wilson Álvarez lo hiciera en 1991) en lograr esa hazaña, y poniendo fin a una sequía consecutiva de 6.364 juegos sin hits ni carreras, la más larga en la historia de la MLB.
En 2007, confrontó problemas físicos que causaron su descenso a categoría AAA. A partir de 2008, es llamado nuevamente al equipo mayor y se convirtió desde entonces en uno de los jugadores regulares en el roster de 40. En 2011 vivió otra memorable campaña: el 22 de abril estuvo a punto de lanzar otro no-hitter contra Colorado Rockies cuando recibió un hit al comienzo del noveno inning, aunque finalmente los Marlins terminaron ganando el juego 4-1 (Colorado fabricó una carrera sucia en el primer inning). Una situación similar se repitió el 8 de mayo de ese año, esta vez contra Washington Nationals, cuando Sánchez permitió un hit en la parte alta del séptimo inning, desperdiciando así otra ocasión de lograr un no hitter; no obstante en ambas ocasiones se llevó la victoria, lanzando los nueve innings completos.

### Detroit Tigers
El 23 de julio de 2012, Sánchez fue transferido a los Detroit Tigers junto a Omar Infante, a cambio de Jacob Turner, Rob Brantly y Brian Flynn.
El 24 de mayo de 2013, Sánchez estuvo nuevamente cerca de lograr el segundo No Hit-No Run de su carrera, ante los Mellizos de Minnesota, pero Joe Mauer le conectó sencillo al jardín central luego de un out en la novena entrada, evitando la hazaña del lanzador venezolano, quien sin embargo logró completar el partido, realizando 125 lanzamientos, ponchando a 12 bateadores, permitiendo un solo hit y llevándose la victoria por 6 carreras a 0 contra los Mellizos.

### Atlanta Braves
El 16 de marzo de 2018, Sánchez acordó un contrato de ligas menores con los Bravos de Atlanta, cinco días después de ser liberado por los Mellizos de Minnesota.

### Washington Nationals
El 21 de diciembre del 2018 acuerda un contrato con los Washington Nationals por dos temporadas y 19 millones de dólares.